# Affero General Public License
De GNU Affero General Public License is een vrije softwarelicentie uitgebracht door de Free Software Foundation. De GNU AGPL is vergelijkbaar met de GNU General Public License, met een toegevoegde sectie voor het gebruik van software over een computernetwerk. De Free Software Foundation adviseert ontwikkelaars deze licentie in overweging te nemen voor alle software die normaal gesproken via een netwerk wordt gebruikt, omdat deze een einde maakt aan wat bekend staat als de GNU GPL application service provider loophole. De toegevoegde sectie vereist dat de complete broncode beschikbaar wordt gesteld aan elke gebruiker van het AGPL-werk, zoals webapplicaties.
De GNU Affero General Public License is niet hetzelfde juridische document als de Affero General Public License. Wel zijn ze gelijkwaardig in intentie en werking.

## Geschiedenis
De application service provider loophole is een 'maas' in de GPL die het mogelijk maakt dat ontwikkelaars hun wijzigingen aan onder de GPL gelicentieerde broncode geheim kunnen houden en toch de software kunnen exploiteren. Dit wordt dan gedaan door niet de software zelf (als broncode of gecompileerde bestanden) te verspreiden, maar deze uitsluitend via een netwerk aan te bieden, bijvoorbeeld door alleen een webinterface of een SaaS-oplossing beschikbaar te stellen.
In 2000, tijdens de ontwikkeling van een businessmodel voor e-learning- en e-service, sprak Henri Poole met Richard Stallman in Amsterdam over de ASP-loophole in de GPLv2. In de navolgende maanden bespraken Stallman en Poole verschillende benaderingen om het probleem op te lossen. In 2001 richtte Poole Affero, Inc. op (een webservicesbedrijf), waarvoor hij een licentie wilde hebben die verspreiding van de broncode verplicht stelde voor andere bedrijven die gebruikmaakten van de broncode en hiervan afgeleide werken maakten. Hiervoor nam Poole contact op met Bradley M. Kuhn en Eben Moglen van de Free Software Foundation voor een advies over de nieuwe licentie. De AGPL werd geschreven en gepubliceerd in maart 2002 door Kuhn en Moglen voor Poole voor gebruik binnen het Affero-project. Poole verkreeg toestemming van de Free Software Foundation voor de release van de afgeleide GPL, met de naam Affero General Public License.
In de originele opzet van de licentieontwerpers zouden de speciale aspecten van de Affero-licentie in de GPLv3 ondergebracht worden. Uiteindelijk werd er besloten om een aparte licentie uit te brengen. De naam Affero werd behouden in de uiteindelijke naam GNU Affero General Public License.

## Relatie met de GPL
Hoewel de AGPL geschreven is met toestemming van de Free Software Foundation leiden de additionele vereisten in de AGPL tot incompatibiliteit met versie 2 van de GPL, met als resultaat dat componenten uit deze twee versies niet samengevoegd kunnen worden in een enkel werk.
Om die reden heeft de Free Software Foundation het beheer overgenomen van de Affero General Public License en ze hernoemd naar GNU Affero General Public License (versie 3). De GNU General Public License (versie 3) bevat een clausule (sectie 13) die expliciet toestaat dat software die onder de ene licentie valt, (dynamisch) gelinkt wordt aan software die onder de andere licentie valt.
Als upgrade-pad van de Affero AGPLv1 naar de FSF's AGPLv3 heeft Affero, Inc. de AGPLv2 gepubliceerd, die gezien kan worden als een overgangslicentie.